# 大須賀大神
大須賀大神（おおすかだいじん）は、千葉県成田市にある神社である。旧社格は郷社。伝統芸能「伊能歌舞伎」で有名であったが、現在は行われていない。

## 伊能歌舞伎
その由来は明らかになってはいないが、地域の余興芝居として、1697年（元禄10年）に始まったといわれている。1961年（昭和36年）に千葉県の無形民俗文化財に指定されたが、その後、後継者不足等時代の変化や、火災による衣服の焼失などにより、1965年（昭和40年）の公演を最後に上演が途絶え、復活の見込みもないことから県の文化財指定も解除となった。
しかし、伊能地区の有志達が集まり、復活の気運が高まり、1998年（平成10年）に「伊能歌舞伎保存会」が設立され、1999年（平成11年）当時の大栄町の町おこしの一環として、復活した。しかしながら、30年以上の空白期間があり、演目題名は判明するものの、所作、衣装等、以前実施されていた実態がほぼわからなくなっていた。このため、過去に行われていた伝統とは異なり、外部の演技指導によるものとなってしまい、伝統に基づかない歌舞伎という実態になっている。下座も自力では用意できず、外部の指導者に全面的に依存するなど、過去に行われていた伊野歌舞伎とは全く異質となっている。このため、千葉県の無形民俗文化財に再指定される可能性はない。また、後継者育成もできない現実である。成田市の指定文化財になっているが、大栄町時代に町おこしの一環として指定文化財にしたもので、決して伝統文化に基づいて指定されたものではない。町おこし行事のイベントという性格が強いものとなっており、指定文化財としてふさわしいものなのか、地元でも疑問が呈される状態である。
現在は、公民館などで、発表会を年に１回ほど実施しているが、新規に始めた芸能で、奉納でもなんでもない、単なる余興・発表会となっている。伝統に基づいたものというのは無理がある。

## 祭礼
（房総の魅力500選）
- 伊能のおあそび
過去4月17日以降の最初の日曜日に行われていた。「ぶっこみ」と呼ばれるお練りは、先頭の高さ5mの万灯を4、5人の若者が振りながら進み、女性の踊りが入るものであった。また、「カラオケ大会」「伊能歌舞伎」も余興として行われていた（奉納ではない）。祭礼というより、地域住民の余興の場としての性格が強いものであった。伊能のおあそびは平成の末に中止が決定し、今後復活する見込みは現在時点でない。

## アクセス
- 京成成田駅からバスで、千葉交通 吉岡経由佐原行き「大栄郵便局」下車徒歩5分

## ギャラリー
- 鳥居
- 拝殿
- 本殿
- 境内にある石碑